# Рудавка-Яслиська (гміна Яслиська)
Рудавка-Яслиська (пол. Rudawka Jaśliska) — село в Польщі, у гміні Яслиська Кросненського повіту Підкарпатського воєводства.